# Rudi Medved
Rudi Medved (ur. 28 grudnia 1959 w Trbovljach) – słoweński polityk, dziennikarz i urzędnik, deputowany, w latach 2018–2020 minister administracji publicznej.

## Życiorys
W 1987 ukończył studia dziennikarskie na Uniwersytecie Lublańskim, w 2012 zdał również egzamin urzędniczy. Podjął pracę w zawodzie dziennikarza: od 1980 do 1992 zatrudniony w publicznym nadawcy Radio Ljubljana, potem do 2000 był redaktorem wiadomości codziennych w stacji Radio Slovenija, a w latach 2000–2004 specjalistą do spraw politycznych i ekonomicznych w telewizji „Televizija Slovenija”. Od 2006 do 2007 kierował stacją Radio Kum w miejscowości Trbovlje, prowadził też program w POP TV. W latach 2004–2012 kierował domem kultury w miejscowości Zagorje ob Savi, był m.in. inicjatorem festiwalu Jazzagorje. Następnie od 2012 zajmował stanowisko kierownika lokalnej administracji w tamtejszej gminie. Dwukrotnie wybierano go radnym gminnym. Tworzył również poezję i pisał teksty piosenek, wydano kilka tomików jego wierszy.
W 2018 wybrano go do Zgromadzenia Państwowego z Listy Marjana Šarca. 13 września 2018 został ministrem administracji publicznej w rządzie Marjana Šarca (zastąpił początkowo wysuwanego na to stanowisko Tugomira Kodelję). Zakończył pełnienie funkcji 13 marca 2020 po upadku gabinetu, następnie powrócił do wykonywania mandatu poselskiego. W 2022 powołany na stanowisko sekretarza stanu w ministerstwie obrony. Pełnił tę funkcję do 2024, rezygnując z niej w związku z przejściem na emeryturę.